# Cyklon Pam
Cyklon Pam – cyklon tropikalny, który w marcu 2015 roku spustoszył archipelag Vanuatu i wyrządził szkody na kilku innych archipelagach Oceanu Spokojnego. Jest uważany za najgorszą katastrofę naturalną w historii Vanuatu.
Na obszarze Vanuatu cyklon spowodował śmierć 16 osób oraz zniszczył sporą część infrastruktury państwa, odcinając od świata blisko 60 wysp, w tym od dostaw wody pitnej.
W Tuvalu cylkon spowodował znaczne zniszczenia infrastruktury i pól uprawnych. Na Wyspach Salomona doszło do poważnych zniszczeń budynków i upraw. W innych dotkniętych krajach – Fidżi, Nowej Kaledonii, Nowej Zelandii nie spowodował poważniejszych szkód, jednak w krajach tych postawiono służby ratunkowe w stan gotowości i zarządzono ewakuację niektórych terenów.